# Tuukka Rask
Tuukka Mikael Rask (Savonlinna, 10 marzo 1987) è un ex hockeista su ghiaccio finlandese professionista, che giocava nel ruolo di portiere. Nella National Hockey League ha vestito unicamente, dal 2007 al 2022, la maglia dei Boston Bruins, con cui ha vinto la Stanley Cup 2011. Nel 2014 ha anche vinto il Vezina Trophy oltreché la medaglia di bronzo olimpica a Soči 2014.

## Carriera

### Club
Rask cominciò la sua carriera in Finlandia con l'Ilves di Tampere nel 2004, squadra di cui divenne titolare nelle ultime due stagioni. Fu scelto al draft 2005 dai Toronto Maple Leafs, ma essi lo cedettero ai Boston Bruins in cambio di Andrew Raycroft.
Il 5 maggio 2007, terminato il periodo all'Ilves, firmò un contratto di tre anni con la squadra del Massachusetts. Il 5 novembre fu convocato dai Providence Bruins, squadra satellite dei Boston Bruins militante in AHL, ma solamente due settimane dopo debuttò in NHL con la prima squadra nell'incontro vinto 4-2 proprio contro i Maple Leafs. Per la stagione 2008-2009 Rask giocò ancora a Providence, nonostante nel precampionato avesse avuto una percentuale parate (95,2%) superiore anche a quella del titolare Tim Thomas (86,9%). Ottenne comunque una presenza in NHL, il 31 gennaio 2009, nella vittoria per 1-0 contro i New York Rangers, peraltro il suo primo shutout in carriera nella lega. Nella stagione 2009-2010 riuscì a giocare 45 partite, con 22 vittorie, nonostante Tim Thomas, l'altro portiere dei Bruins, fosse il detentore del Vezina Trophy; risultò inoltre l'unico portiere con una media gol subiti inferiore a 2, il migliore per percentuale di parate (93%) e vinse la Stanley Cup. Nelle due stagioni seguenti, giocò da backup di Thomas.
Il 28 giugno 2012, Rask firmò un rinnovo annuale del contratto a 3.5 milioni di dollari con i Bruins. Fu in seguito nominato titolare della squadra per la pausa dal campo di Thomas, il quale sarebbe poi stato ceduto ai New York Islanders il 7 febbraio 2013. Nel lock-out della stagione 2012-2013 giocò in Repubblica Ceca per il Plzen. Tornò in Massachusetts in gennaio, e disputò da titolare il campionato ridotto a 48 partite. Condusse i bostoniani sino in finale di Stanley Cup, dove furono poi battuti dai Chicago Blackhawks in 6 gare. Nel luglio 2013 firmò un contratto della durata di otto anni.
Al termine della stagione 2013-2014 Rask vinse il Vezina Trophy, assegnato al miglior portiere della stagione; la sua squadra, vincitrice del Presidents' Trophy, risultò la difesa meno battuta dell'Eastern Conference.
Ha continuato a vestire la maglia dei Bruins fino alla scadenza del contratto, al termine della stagione 2020-2021, sottoponendosi poi nell'estate successiva ad un'operazione chirurgica che lo avrebbe tenuto lontano dal ghiaccio diversi mesi. L'11 gennaio 2022 firmò un nuovo contratto, questa volta annuale, coi Bruins, ma non riuscendo a recuperare dall'infortunio annunciò il ritiro un mese dopo.

### Nazionale
Con la maglia della Finlandia ha disputato i giochi olimpici invernali di Soči 2014, contribuendo alla vittoria della medaglia di bronzo, e la World Cup of Hockey 2016. Con le selezioni giovanili aveva disputato due mondiali under-18 (2004 e 2005) e tre under-20 (2005, 2006 e 2007, con un bronzo vinto nel 2006).

## Statistiche
| Stagione  | Squadra           | Stagione regolare | Stagione regolare | Stagione regolare | Stagione regolare | Stagione regolare | Stagione regolare | Playoff | Playoff | Playoff | Playoff | Playoff | Playoff |
| Stagione  | Squadra           | Lega              | P                 | W                 | SO                | GAA               | SVS%              | P       | W       | SO      | GAA     | SVS%    |         |
| --------- | ----------------- | ----------------- | ----------------- | ----------------- | ----------------- | ----------------- | ----------------- | ------- | ------- | ------- | ------- | ------- | ------- |
| 2004-2005 | Ilves             | SM-Liiga          | 4                 | 0                 | 0                 | 4.46              | 87,5%             | -       | -       | -       | -       | -       |         |
| 2005-2006 | Ilves             | SM-Liiga          | 30                | 12                | 2                 | 2,09              | 92,6%             | 3       | 0       | 0       | 2,33    | 92,4%   |         |
| 2006-2007 | Ilves             | SM-Liiga          | 49                | 18                | 3                 | 2,38              | 92,8%             | 7       | 2       | 0       | 3,02    | 92,4%   |         |
| 2007-2008 | Boston Bruins     | NHL               | 4                 | 2                 | 0                 | 3,25              | 88,6%             | -       | -       | -       | -       | -       |         |
| 2007-2008 | Providence Bruins | AHL               | 45                | 27                | 1                 | 2,33              | 90,5%             | 10      | 6       | 2       | 2,18    | 90,8%   |         |
| 2008-2009 | Boston Bruins     | NHL               | 1                 | 1                 | 1                 | 0                 | 100%              | -       | -       | -       | -       | -       |         |
| 2008-2009 | Providence Bruins | AHL               | 57                | 33                | 4                 | 2,50              | 91,5%             | 16      | 9       | 0       | 2,21    | 93%     |         |
| 2009-2010 | Boston Bruins     | NHL               | 45                | 22                | 5                 | 1,97              | 93,1%             | 13      | 7       | 0       | 2,61    | 91%     |         |
| 2010-2011 | Boston Bruins     | NHL               | 29                | 11                | 2                 | 2,67              | 91,8%             | -       | -       | -       | -       | -       |         |
| 2011-2012 | Boston Bruins     | NHL               | 23                | 11                | 3                 | 2,05              | 92,9%             | -       | -       | -       | -       | -       |         |
| 2012-2013 | HC Plzeň          | Extraliga         | 17                | 12                | 1                 | 2,11              | 92,4%             | -       | -       | -       | -       | -       |         |
| 2012-2013 | Boston Bruins     | NHL               | 36                | 19                | 5                 | 2,00              | 92,9%             | 16      | 12      | 2       | 1,75    | 94,3%   |         |
| 2013-2014 | Boston Bruins     | NHL               | 58                | 36                | 7                 | 2,04              | 93%               | 12      | 7       | 2       | 1,99    | 92,8%   |         |

## Palmarès

### Club
- Stanley Cup: 1

 Boston Bruins: 2011

### Individuale
- Giocatore finlandese dell'anno: 1

2012-2013
- Vezina Trophy: 1

2013-2014
- William M. Jennings Trophy: 1

2019-2020